# 羅良鑑 (民國)
羅良鑑，字俈子，湖南善化人。中華民國軍事將領。

## 生平
早年畢業於明德学堂、肄业金陵大学，奔赴九江学生军第一队，擢充第一排排长。中華民國成立后，擔任軍事委員會委員長侍從室侍三處副主任。1928年（民國十七年），擔任安徽省政府委員兼安徽省政府民政廳廳長。1930年3月，擔任江蘇省政府委員。1932年，再任安徽省政府委員兼民政廳廳長。1944年，繼吳忠信之後擔任蒙藏委員會委員長。1946年，擔任國民大會蒙古、西藏代表選舉總監督。1947年4月23日，國民政府准免蒙藏委員會委員長羅良鑑本職。:8340 1948年12月21日，偕妻子搭乘中國航空公司空中霸王號由上海赴香港，墜機身亡。

## 荣誉
- 二等景星勋章（1945年10月9日批准[4]）